# Sarbanissa interposita
Sarbanissa interposita là một loài bướm đêm trong họ Noctuidae.